# Jüdischer Friedhof (Bečov nad Teplou)

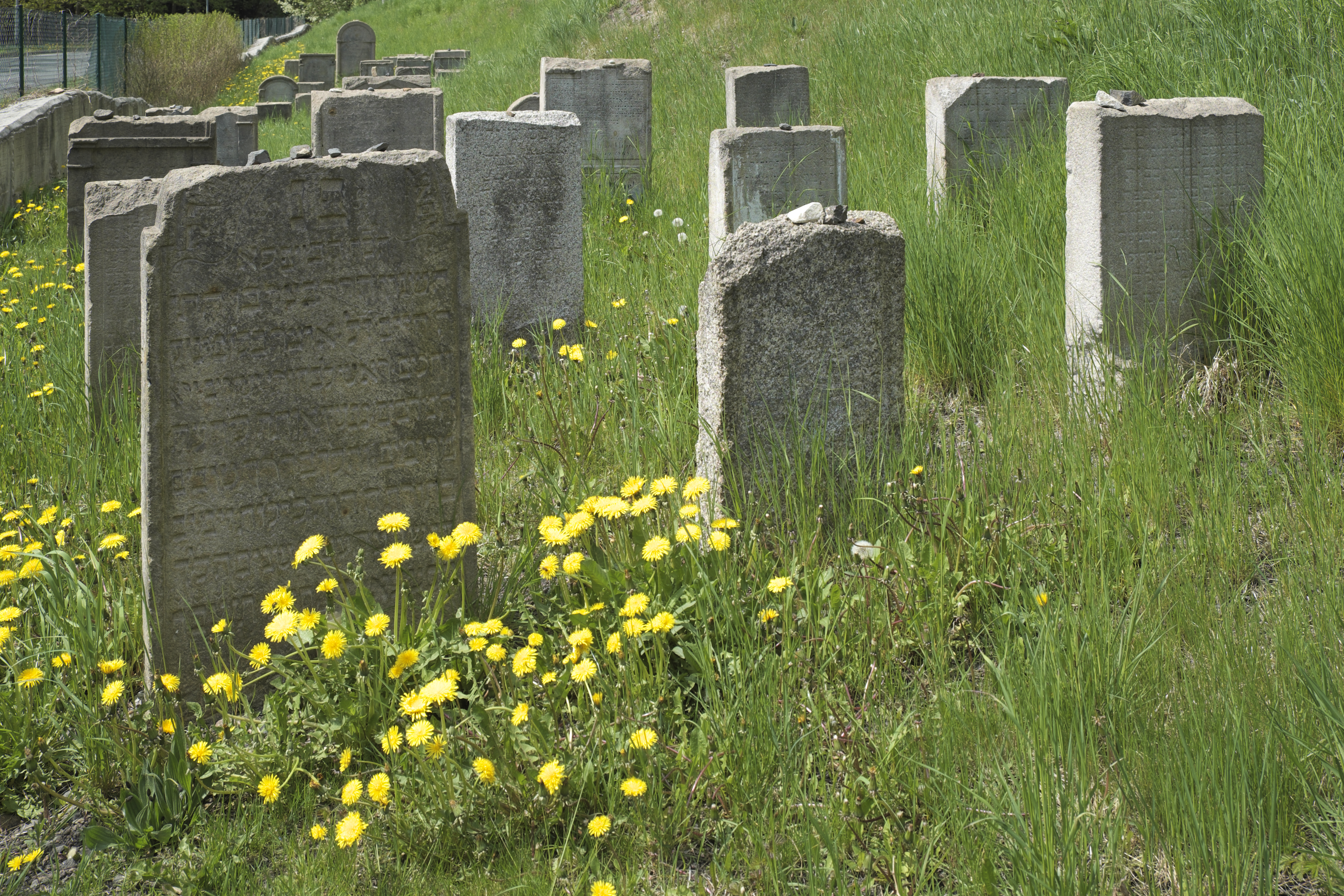
Jüdischer Friedhof in Bečov nad Teplou

Der Jüdische Friedhof in Bečov nad Teplou (deutsch Petschau), einer tschechischen Stadt im Okres Karlovy Vary, wurde im 17. Jahrhundert angelegt. Der jüdische Friedhof wurde in der Zeit des Nationalsozialismus zerstört und die Grabsteine (Mazevot) wurden als Bodenbelag verwendet. Einige von ihnen wurden inzwischen wieder auf dem ehemaligen Friedhof aufgestellt.